# 莱盖罗
莱盖罗（法語：Les Guerreaux，法語發音：[le ɡɛʁo]）是法国索恩-卢瓦尔省的一个市镇，属于沙罗勒区。

## 地理
莱盖罗（46°32'4"N, 3°55'21"E）面积20.01 平方千米，位于法国勃艮第-弗朗什-孔泰大區索恩-卢瓦尔省，该省份为法国中部省份，北起顺时针与科多尔省、汝拉省、安省、罗讷省、卢瓦尔省、阿列省和涅夫勒省接壤。
与莱盖罗接壤的市镇（或旧市镇、城区）包括：讷维格朗尚、拉莫特圣让、卢瓦尔河畔佩里尼、圣阿尼昂。

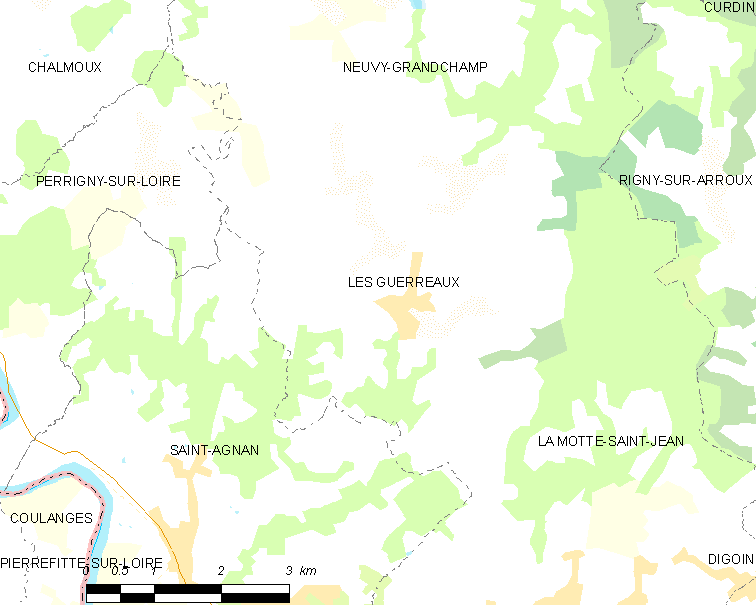
莱盖罗的OSM定位图

莱盖罗的时区为UTC+01:00、UTC+02:00（夏令时）。

## 行政
莱盖罗的邮政编码为71160，INSEE市镇编码为71229。

## 政治
莱盖罗所属的省级选区为迪关县。

## 人口

1962-2008年间莱盖罗人口变化图示

莱盖罗于2022年1月1日时的人口数量为227人。